# Den danske Købstadsforening
Den danske Købstadsforening eller blot Købstadsforeningen var en dansk interesseorganisation, hvis medlemmer var de større bykommuner i Danmark.
Organisationen blev dannet i 1873. Da mange af medlemmerne var havnebyer, tog Købstadsforeningen i 1917 initiativ til at stifte Sammenslutningen af danske Havne. I 1928 oprettedes Kommunernes Pensionsforsikring.
Op til kommunalreformen 1970 spillede organisationen en væsentlig rolle gennem sin repræsentation i kommunalreformkommissionen. Som følge af reformen indgik Købstadsforeningen sammen med De Samvirkende Sognerådsforeninger i Danmark og Foreningen af Bymæssige Kommuner fra 1970 i Kommunernes Landsforening.
Blandt formændene for Købstadsforeningen er Christian Lehmann Pagh i tiden 1909-1912, Charles Nanke 1916-17 og Hans Peter Hansen, der sad 1929-1946.